# Nitrat de gal·li
El nitrat de gal·li és la sal de gal·li de l'àcid nítric amb la fórmula química Ga(NO₃)₃. S'utilitza com a fàrmac per tractar la hipercalcèmia simptomàtica secundària al càncer. Funciona prevenint la descomposició de l'os a través de la inhibició de l'activitat osteoclàstica, reduint així la quantitat de calci lliure a la sang. El nitrat de gal·li també s'utilitza per a sintetitzar altres compostos de gal·li.